# دراكو مالفوي
دراكو مالفوي (بالإنجليزية: Draco Malfoy)‏ شخصية خيالية في سلسلة هاري بوتر للمؤلفة ٍٍِِِالبريطانية ج. ك. رولنغ. هو المنافس الرئيسي لهاري بوتر. وُلد في ويلثشاير في 5 يونيو 1980. يعتقد بأن السحرة يجب أن يكونوا أنقياء الدم وقد أعطاه فولدمورت مهمة قتل ألباس دمبلدور وحاول قتله بالسم وبلعنة العقد لكنه فشل وفي النهاية عندما عاد ألباس دمبلدور من الكهف مع هاري كان متعباً فاستطاع تجريده من سلاحه «و بذلك أصبح سيد العصا الإيلدر التي كانت لدمبلدور» ومناداة أكلة الموت لقتله والذي أدخلهم عن طريق حجرة الاحتياجات وقد فعل ذلك مرغماً لأن لورد فولدمورت قد هدده بقتل والده الذي سجن في أزكابان عند حادثة الوزارة وعرض عليه ألباس دمبلدور أن يأتي هو ووالدته ليقوم بحمايتهما حينما أراد الإجابة لم يستطع لأن أكلة الموت دخلوا وقُتل ألباس دمبلدور على يد سيفروس سناب. يتسم دراكو بالجُبن ويتلاعب بالناس ويضربهم للحصول على ما يريد؛ إلا أنه رغم ذلك مستخدم ماكر وخبيث للسحر. لعب دوره توم فيلتون في سلسلة أفلام هاري بوتر.
في ختام هاري بوتر والمقدسات المميتة، هاري، رون، هيرمايني وجيني شاهدوا دراكو مع زوجته في محطة كينغز كروس يودعون ابنهما، سكوربيوس هايبريون، الذي كان يشبه أباه تماماً، والذي كان ذاهباً لسنته الأولى في هوجوورتس.

## تطوير الشخصية
دراكو بمثابة منافس للبطل هاري بوتر وتعتمد شخصيته بشكل كبير على المتنمرين الذين صادفتهم رولينغ خلال أيام المدرسة. يواجه هاري تعصب دراكو المغرور بعد لقائهما الأول في متجر السيدة مالكين.
تستخدم رولينغ شخصية مالفوي لإدخال مواضيع عدم التسامح والتعصب في بيئة حيث الناس غالبًا ما يحكم عليهم فقط بنسبهم الدموي بدلاً من شخصياتهم الجيدة أو إنجازاتهم. يتقيد دراكو بمعتقدات أسرته؛ إذ يعتقد أن السحرة المولودون موغل (عامة) -الذين يصفهم هو وشخصيات أخرى بازدراء بـ ذوي الدم القذر- يجب أن يُحرموا من تعليم السحر. يتحطم الانطباع الأول لهاري بأن مجتمع السحرة هو «أرض العجائب السحرية» على الفور. تقول رولينغ: «اكتشف [هاري] أن العديد من الناس ذوي السلطة في عالم السحرة فاسدون ودنيؤون بقدر ما هم في عالمنا».
كان مالفوي يُسمى في الأصل «دراكو سبونجين» في أول مسودات الفيلسوف ستون. وقد ظهرت «سبونجين» على قائمة ما قبل فئة كانون ولكن جرى تجاوزها والاستعاضة عنها باسم «سبينكس» في حين أضيفت «مالفوي» في وقت لاحق بعد الانتهاء من القائمة. يعتقد فيليب نيل أن مالفوي مشتق من العبارة الفرنسية مال فوي بمعنى «سوء النية». في مقال نشر في عام 2002، يقول نيلسن إن «دراكو» لها دلالات وحشية، وأن اسمه يبدأ مع «مال»؛ البادئة الفرنسية التي يقصد بها «السيئ» أو «الشر».
العديد من أقارب دراكو من ناحية والدته من العائلة ذوو بشرة سوداء وتعود أسمائهم للنجوم أو الكواكب على سبيل المثال (سيرياس بلاك، ريجولاس بلاك، أندروميدا بلاك تونكس، بيلاتاريكس بلاك ليسترانج، سيجنوس بلاك، أوريون بلاك). هناك كوكبة أخرى هي دراكو (التنين). في النهاية سمى دراكو مالفوي ابنه على اسم كوكبة أخرى هي سكوربيوس.

## المظاهر

### هاري بوتر وحجر الفيلسوف
ظهر أول مرة دراكو مالفوي في السلسلة عندما التقى مع هاري حين كانا يتجهزا لارتداء ثوب المدرسة في متجر السيدة مالكين للملابس في دياغون إيلي. ولم يدرك أحد أن الصبي في المتجر هو هاري بوتر ـوهو طفل قُتِل والداه وعمره عام على يد الساحر الأسود القوي اللورد فولدمورت- يشتبك دراكو معه في محادثة هادئة (بالنسبة له). ولكن هاري ينفر من غطرسة دراكو الذي يتساءل عما إذا كان والدا اليتيم وهما والدي هاري من صنفنا (سحرة الدم النقي). ثم يعلن دراكو أنه لا ينبغي السماح للنوع الآخر من المولودين من غير صنف تعلم السحر في مدرسة هوجورتس للسحر والشعوذة لأنهم «لم يُربَّوا أبدًا على طرقنا». يفترق الصبيان دون تعلافهما على بعضهما ولكن يتقابلا مرة أخرى في هوجورتس إكسبريس. بعد أن يسخر دراكو من عائلة رون الويزيلية يرفض هاري عرض الصداقة الذي قدمه والذي تمثّل بالمصافحة، ويتولد العداء المتبادل بينهما. وحسب رولينغ، فإن مالفوي يبذل في الأصل جهدًا ليكون صديقا لهاري لأنه «سيكون من الرائع أن يصبح في المدرسة صديقًا لهاري بوتر لأن هاري مشهور جدًا». ولكن هاري يرفض مالفوي كصديق لأنه «يكون فظًا جدًا مع روبياس هاغريد ومع رون اللذين يحبهما هاري كثيرًا». يحاول دراكو طرد هاري بخدعه للمشاركة في مبارزة في منتصف الليل بعد إبلاغ أرغوس فليج سرًا قبل بدء المبارزة ولكن الخطة تفشل عندما يهرب هاري من فليج ويعود بأمان إلى مهجعه.

### هاري بوتر وحجرة الأسرار
في هاري بوتر وحجرة الأسرار، يصبح دراكو الباحث الجديد عن فريق كويدتش سليذرين بعد أن يتبرع والده لوسيوس مالفوي، بعصا المكنسة نيمبس 2001 الجديدة عالية الجودة. عندما تعلق هيرميون غرينجر أنّ لاعبي غريفيندور صنعوا فريقهم من خلال المواهب التي لديهم لا بالرشاوى يجيبها دراكو ويناديها بذات الدم القذر. وهذا من شأنه أن يثير استجابة فورية عنيفة من رون ويزلي. وبسبب ازدراء دراكو للمولودين من غير صنف السحرة، يشتبه هاري ورون وهيرميون في أن دراكو هو وريث سليذرين الذي أعاد مؤخراً فتح حجرة الأسرار. يتنكر هاري ورون في صورتي كراب وجويل بجرعة من عقار بولي ويتسللان إلى غرفة سليذرين المشتركة في محاولة لجمع معلومات إضافية. ثم يدركان أن شكوكهما الأولية عن دراكو غير صحيحة.

### هاري بوتر وسجين أزكابان
في أثناء ظهور هاغريد كمدرب للمخلوقات السحرية في هاري بوتر وسجين أزكابان، يهاجم دراكو الهيبوغريروف وبكبيك بعد أن يفشل في مراعاة البروتوكول المناسب مع الاقتراب منه وإهانته له. ويبالغ في تقدير مدى إصابته فيعطي سليذرين فرصة لتأجيل مباراة كويدتش ضد غريفيندور حتى وقت لاحق من العام كمحاولة للتخلص من هاغريد. تلكم هيرميون دراكو عندما يسخر من هاغريد لأنه يبكي على حكم الإعدام في بكبيك. يسخر دراكو -الذي يشير إلى أنه على دراية بكيفية تورط سيريوس بلاك المفترض في وفاة والدي هاري- أيضًا من هاري بشأن التهديد الوشيك لبلاك: «لو كنت أنا، فسأريدُ الانتقام. سأطاردهُ بنفسي».

### هاري بوتر وكأس النار
بعد أن يُختار هاري بشكل غير متوقع كبطل لبطولة تريويزارد في هاري بوتر وكأس النار، يعرض دراكو شارة «ادعم سيدريك ديجوري» لهاري ثم يضغط عليها لاستبدال تلك العبارة بـ «بوتر النتن» كما يقدم دراكو معلومات خبيثة وخاطئة في كثير من الأحيان عن هاري وهاغريد لخداع الصحفية اليومية الرسولية ريتا سكيتر. عندما يحاول دراكو أن يلعن هاري من خلفه، يهينه أستاذ الفنون المظلمة ألاستور مودي (في الواقع هو بارتي كروتش جونيور متخفيًا عن طريق جرعة من عقار البولي) دراكو عن طريق تحويله إلى ابن مقرض ويضربه مرارًا على الأرض وكذلك يسقطه في سروال جويل.

### هاري بوتر وجماعة العنقاء
في هاري بوتر وجماعة العنقاء، يُعيّن دراكو حاكم سليذرين جنبًا إلى جنب مع بانسي باركنسون. يطرد هاري والتوأم الويلزي من فريق غريفيندور كويدتش عندما يهاجمون داركو بعد أن يهين داركو عائلاتهم بعد مباراة يفوز فيها غريفيندور على سليذرين. ثم ينضم فيما بعد إلى فرقة دولوريس أومبريدج الاستقصائية، والتي يلعب معها دوراً هاماً في الكشف عن جيش دمبلدور.
يفر دي.إي من غرفة المتطلبات ويكسب دراكو سليذرين خمسين نقطة بعد احتجاز هاري ومساعدته في احتجاز العديد من الأعضاء أسرى في مكتب أومبريدج؛ ولا يستطيعون التحرر حتى تؤدّي جيني ويزلي أداءها الشهير بات بوجي هيكس. بعد القبض على والده وغيره من آكلي الموت والحكم عليهم بأزكابان عقب الأحداث التي تقع في قسم الألغاز، يحاول دراكو مرتين الانتقام من هاري ولكن يحبط سنيب ومينيرفا وماكغوناغال جهوده الأولى، وفي أثناء عودته إلى البيت على هوجورتس إكسبريس يجري تحويل دراكو وكرابي وجويل إلى رخويات عملاقة من قبل وابل من العرافات الأعضاء في الـ دي.إي. دفاعًا عن هاري.